# Pilea monilifera
Pilea monilifera är en nässelväxtart som beskrevs av Hand.-mazz.. Pilea monilifera ingår i släktet pileor, och familjen nässelväxter. Inga underarter finns listade i Catalogue of Life.